# Paitone
Paitone (Paitù in dialetto bresciano) è un comune italiano di 2 198 abitanti della provincia di Brescia in Lombardia.

## Geografia fisica
Il comune appartiene alla Comunità Montana della Valle Sabbia.

## Storia

### Simboli
Lo stemma non è stato formalmente concesso con decreto ma adottato dal comune con atto proprio nel 1909 riprendendo l'emblema della locale famiglia Paitoni che possedeva ampi territori nella zona di Nuvolento e Paitone.
Il gonfalone è un drappo di bianco.

## Monumenti e luoghi d'interesse
- Santuario della Madonna di Paitone: costruito a partire dal 1534 sul luogo dove, secondo la tradizione, era miracolosamente apparsa la Madonna due anni prima[7], è stato più volte abbellito nel corso dei secoli ma ha mantenuto il suo ruolo di santuario devozionale alla Vergine, attivo ancora oggi. Contiene un'importante tela del Moretto, l'Apparizione della Madonna al sordomuto Filippo Viotti, da sempre lodata per il fatto di illustrare l'apparizione con grande concretezza, senza ricorrere a elementi soprannaturali e miracolistici.
- Chiesa parrocchiale di Santa Giulia, consacrata nel 1921.
- Scultura Albero del Desiderio: si tratta di un'opera pubblica, in ferro, alta 6 metri, in piazza comunale della città di Paitone, dipinta a mano, firmata Almeida & Saraceni.

## Società

### Evoluzione demografica
Abitanti censiti

## Infrastrutture e trasporti
Paitone è attraversato dal vecchio tracciato della strada statale 45 bis Gardesana Occidentale, dagli anni Novanta convertita a strada provinciale 116 Virle Treponti-Villanuova. Dal 1881 fino al 1931, questa strada fu percorsa, in sede promiscua, dalla tranvia Brescia-Salò-Gargnano ed era presente una stazione tranviaria a servizio del comune.

## Sport

### Marcia di regolarità in montagna
È grazie al locale gruppo della SPAC Paitone che la marcia di regolarità in montagna si diffonde a Paitone a partire dagli anni settanta.
A Paitone si organizza una gara denominata "trofeo Federico Maccarinelli a.m." valida per il campionato regionale o nazionale.